# Monohelea incerta
Monohelea incerta är en tvåvingeart som beskrevs av Clastrier 1963. Monohelea incerta ingår i släktet Monohelea och familjen svidknott. Inga underarter finns listade i Catalogue of Life.